# Xyris spinulosa
Xyris spinulosa är en gräsväxtart som beskrevs av Robert Kral och Lyman Bradford Smith. Xyris spinulosa ingår i släktet Xyris och familjen Xyridaceae. Inga underarter finns listade i Catalogue of Life.